# Mlčechvosty (przystanek kolejowy)
Mlčechvosty – przystanek kolejowy w miejscowości Mlčechvosty, w kraju środkowoczeskim, w Czechach. Znajduje się na wysokości 175 m n.p.m.
Jest zarządzany przez Správę železnic. Na przystanku nie ma możliwości zakupu biletów, a obsługa podróżnych odbywa się w pociągu. 

## Linie kolejowe
- 090 Kralupy nad Vltavou - Ústí nad Labem - Děčín